# Liste von Sakralbauten im Landkreis Börde
Die Liste von Sakralbauten im Landkreis Börde gibt eine möglichst vollständige Übersicht der im Landkreis Börde im Westen des Landes Sachsen-Anhalt vorhandenen relevanten Sakralbauten mit ihrem Status, Adresse, Koordinaten und einer Ansicht (Stand Januar 2023).

## Kapellen
| Artikel                      | Beschreibung                                                                               | Gemeinde               | Ort         | Bild           | Koordinaten                   |
| ---------------------------- | ------------------------------------------------------------------------------------------ | ---------------------- | ----------- | -------------- | ----------------------------- |
| Schlosskapelle Bodendorf     | Kapelle von Schloss Bodendorf: dreiachsiger Putzbau mit Walmdach 1709                      | Haldensleben           | Bodendorf   | weitere Bilder | 52° 17′ 15″ N, 11° 17′ 19″ O  |
| Emmauskapelle Hörsingen      | Schlichter rechteckiger Backsteinbau mit Satteldach, ehem. katholisch, profaniert          | Oebisfelde-Weferlingen | Hörsingen   |                | Koordinaten fehlen! Hilf mit. |
| Friedhofskapelle Bebertal    | Antentempelartiger Saalbau des 19. Jh. mit eingefügten romanischen Mauerresten des 12. Jh. | Hohe Börde             | Bebertal    |                | 52° 14′ 12″ N, 11° 19′ 12″ O  |
| Friedhofskapelle Brumby      | Schlichter gotisierender Putzbau mit Dachreiter, um 1920                                   | Hohe Börde             | Brumby      | weitere Bilder | 52° 12′ 34″ N, 11° 18′ 12″ O  |
| Friedhofskapelle Calvörde    | Neubau 1927/28 in Quadermauerwerk                                                          | Calvörde               | Calvörde    | weitere Bilder | 52° 23′ 45″ N, 11° 17′ 16″ O  |
| Friedhofskapelle Wolmirstedt | Neoklassizistischer verputzter Saalbau 1925/30                                             | Wolmirstedt            | Wolmirstedt |                | 52° 15′ 5″ N, 11° 37′ 46″ O   |

## Kirchengebäude
| Artikel                                       | Beschreibung | Gemeinde               | Ortsteil                   | Bild                   | Koordinaten                      |
| --------------------------------------------- | --- | ---------------------- | -------------------------- | ---------------------- | -------------------------------- |
| Christuskirche (Ampfurth)                     | Spätgotischer, barockisierter Bruchsteinbau, umfangreiche Ausstattung                                                                             | Oschersleben           | Ampfurth                   | weitere Bilder         | 52° 3′ 49″ N, 11° 18′ 52″ O      |
| Christuskirche (Erxleben)                     | 1716 Neubau auf kreuzförmigem Grundriss mit Dreiseitschluss                                                                                       | Erxleben               | Erxleben                   | weitere Bilder         | 52° 13′ 0″ N, 11° 14′ 19″ O      |
| Doppelkirche Althaldensleben                  | 1825–1829 erbaute Simultankirche, klassizistisches Bauwerk mit Turm in der Mitte                                                                  | Haldensleben           | Althaldensleben            | weitere Bilder         | 52° 15′ 56″ N, 11° 25′ 9″ O      |
| Dorfkirche Altbrandsleben                     | 1864 neuromanischer Neubau | Oschersleben           | Altbrandsleben             | weitere Bilder         | 52° 4′ 22″ N, 11° 15′ 8″ O       |
| Dorfkirche Bebertal II                        | 1597 Neubau aus verputztem Feldstein unter Verwendung eines älteren Westturms                                                                     | Hohe Börde             | Bebertal II                | weitere Bilder         | 52° 14′ 34″ N, 11° 21′ 19″ O     |
| Dorfkirche Beckendorf                         | Langgestreckter, dreiseitig geschlossener Barockbau (inschr. 1700), Westturm 1851                                                                 | Oschersleben           | Beckendorf                 | weitere Bilder         | 52° 5′ 37″ N, 11° 9′ 18″ O       |
| Dorfkirche Belsdorf                           | Neuromanischer Neubau 1867 | Wefensleben            | Belsdorf                   | weitere Bilder         | 52° 11′ 41″ N, 11° 9′ 18″ O      |
| Dorfkirche Bösdorf                            | Rechtecksaal, im Kern mittelalterlich, Turm von einer Chorturmkirche, Schiff Anf. 20. Jh. verlängert und mit Apsis versehen                       | Oebisfelde-Weferlingen | Bösdorf                    | weitere Bilder         | 52° 24′ 53″ N, 11° 4′ 13″ O      |
| Dorfkirche Bornstedt                          | Klassizistischer Saal von 1825 mit spätrom. Westturm, dieser 1671 und 1886 überformt                                                              | Hohe Börde             | Bornstedt                  | weitere Bilder         | 52° 10′ 48″ N, 11° 21′ 14″ O     |
| Dorfkirche Bregenstedt                        | Im Kern wohl romanisch. Erweiterungen E. 17. Jh. und 1867, 1894 neuromanischer Turm                                                               | Erxleben               | Bregenstedt                | weitere Bilder         | 52° 15′ 13″ N, 11° 13′ 29″ O     |
| Dorfkirche Dalldorf                           | Schlichter Neubau 1911 | Gröningen              | Dalldorf                   | weitere Bilder         | 51° 55′ 27″ N, 11° 16′ 0″ O      |
| Dorfkirche Döhren                             | Verputzter Saalbau mit Dachreiter und eingezogenem Chor, 17. Jh.                                                                                  | Oebisfelde-Weferlingen | Döhren                     | weitere Bilder         | 52° 20′ 35″ N, 11° 1′ 13″ O      |
| Dorfkirche Dolle                              | Aufwändiger Neubau im Heimatstil 1907 | Burgstall              | Dolle                      | weitere Bilder         | 52° 24′ 44″ N, 11° 37′ 26″ O     |
| Dorfkirche Druxberge                          | 1864–68 Neoromanischer Neubau nach Plänen von F. A. Stüler                                                                                        | Eilsleben              | Druxberge                  | weitere Bilder         | 52° 9′ 23″ N, 11° 18′ 33″ O      |
| Dorfkirche Ebendorf                           | Langgestreckter bar. Saalbau mit dreiseitigem Ostschluss 1660 anstelle eines 1417 bezeugten Vorgängerbauwerks                                     | Barleben               | Ebendorf                   | weitere Bilder         | 52° 11′ 3″ N, 11° 34′ 15″ O      |
| Dorfkirche Elbeu                              | Im Kern romanischer, 1758 barock überformter Bruchsteinsaal mit eingezogenem Rechteckchor und gedrungenem Westturm                                | Wolmirstedt            | Elbeu                      | weitere Bilder         | 52° 14′ 10″ N, 11° 37′ 10″ O     |
| Dorfkirche Elsebeck                           | Schlichte Saalkirche 1886 aus Backstein auf Feldsteinsockel                                                                                       | Calvörde               | Elsebeck                   | weitere Bilder         | 52° 25′ 40″ N, 11° 18′ 9″ O      |
| Dorfkirche Everingen                          | Rechteckiger verputzter barocker Saalbau mit westlichem Dachturm 1737                                                                             | Oebisfelde-Weferlingen | Everingen                  | weitere Bilder         | 52° 22′ 1″ N, 11° 5′ 44″ O       |
| Dorfkirche Farsleben                          | Wiederaufbau 1655 der zerstörten Kirche unter Wiederverwendung von romanischen Bauteilen                                                          | Wolmirstedt            | Farsleben                  | weitere Bilder         | 52° 16′ 33″ N, 11° 39′ 24″ O     |
| Dorfkirche Flechtingen                        | 1722–1727 Massivneubau unter Verwendung älterer Bauteile und Ausstattung                                                                          | Flechtingen            | Flechtingen                | weitere Bilder         | 52° 19′ 55″ N, 11° 14′ 21″ O     |
| Dorfkirche Gehrendorf                         | Im Kern mittelalterlicher Feldsteinbau aus Schiff mit Ostschluss und Westturm, 1711–16 eingreifend überformt                                      | Oebisfelde-Weferlingen | Gehrendorf                 | weitere Bilder         | 52° 23′ 51″ N, 11° 1′ 37″ O      |
| Dorfkirche Gunsleben                          | Schlichter rechteckiger Saalbau, Schiff 1797, Turm älter                                                                                          | Am Großen Bruch        | Gunsleben                  | weitere Bilder         | 52° 2′ 58″ N, 11° 2′ 0″ O        |
| Dorfkirche Hemsdorf                           | Gotisierender Natur- und Bruchsteinbau 2. H. 19. Jh.                                                                                              | Wanzleben-Börde        | Hemsdorf                   | weitere Bilder         | 52° 8′ 15″ N, 11° 23′ 47″ O      |
| Dorfkirche Lockstedt (Oebisfelde-Weferlingen) | Im Kern wohl spätromanische Saalkirche aus Feldstein mit barockem Fachwerkturm im Westen                                                          | Oebisfelde-Weferlingen | Lockstedt                  | weitere Bilder         | 52° 23′ 5″ N, 11° 3′ 54″ O       |
| Dorfkirche Loitsche                           | Putzbau 1793 anstelle eines durch Brand zerstörten Vorgängers                                                                                     | Loitsche-Heinrichsberg | Loitsche                   | weitere Bilder         | 52° 17′ 46″ N, 11° 42′ 2″ O      |
| Dorfkirche Ottleben                           | Kirchengebäude, vermutlich 12./13. Jahrhundert, umgebaut im 17. Jahrhundert                                                                       | Ausleben               | Ottleben                   | weitere Bilder         | 52° 5′ 7″ N, 11° 7′ 17″ O        |
| Dorfkirche Rätzlingen (Börde)                 | Stattlicher gotisierender Hausteinsaal mit polygonaler Apsis und breitem Westbau 1848/49                                                          | Oebisfelde-Weferlingen | Rätzlingen                 | weitere Bilder         | 52° 24′ 7″ N, 11° 6′ 51″ O       |
| Dorfkirche Sandbeiendorf                      | Im Kern romanisch, 1659 barock umgestaltet | Burgstall              | Sandbeiendorf              | weitere Bilder         | 52° 23′ 43″ N, 11° 43′ 8″ O      |
| Dorfkirche Seggerde                           | Rechteckiger Bau aus Mischmauerwerk mit gedrungenem Westturm in Schiffsbreite, Portale wohl 1. H. 13. Jh.?, Renovierungen 16./17. Jh.             | Oebisfelde-Weferlingen | Seggerde                   | weitere Bilder         | 52° 20′ 48″ N, 11° 4′ 56″ O      |
| Dorfkirche Stemmern                           | Nur der neuromanische Turm der 1876 erbauten Kirche erhalten                                                                                      | Sülzetal               | Stemmern                   | weitere Bilder         | 51° 59′ 48″ N, 11° 34′ 23″ O     |
| Dorfkirche Ummendorf                          | Umbau der Kirche 1556–1566 unter Verwendung der Unterteile eines Turms vom A: 13. Jh., dieser 1713 mit Abschluss versehen                         | Ummendorf              | Ummendorf                  | weitere Bilder         | 52° 9′ 21″ N, 11° 10′ 55″ O      |
| Dorfkirche Uthmöden                           | Barocker Putzbau aus Bruchstein mit Fachwerkdachturm um 1750                                                                                      | Haldensleben           | Uthmöden                   |                        | 52° 21′ 3″ N, 11° 21′ 17″ O      |
| Dorfkirche Vahldorf                           | Im Kern spätromanisch, Umbau der Ostteile 1621 und 1710                                                                                           | Niedere Börde          | Vahldorf                   |                        | 52° 15′ 27″ N, 11° 30′ 6″ O      |
| Dorfkirche Wegenstedt                         | Im Kern mittelalterlich, Ostteile in der 1. H. 18. Jh. stark umgebaut                                                                             | Calvörde               | Wegenstedt                 | weitere Bilder         | 52° 23′ 12″ N, 11° 11′ 56″ O     |
| Dorfkirche Wenddorf                           | Kleiner Fachwerkbau von 1701, im Westen älterer quadratischer Feldsteinturm                                                                       | Angern                 | Wenddorf                   | weitere Bilder         | 52° 23′ 0″ N, 11° 44′ 38″ O      |
| Evangelische Kirche in Eggenstedt             | Von einem frühgotischen Bau der querrechteckige Westturm erhalten, das Schiff von 1758                                                            | Wanzleben-Börde        | Eggenstedt                 | weitere Bilder         | 52° 6′ 9″ N, 11° 14′ 8″ O        |
| Evangelische Kirche Irxleben                  | Große dreischiffige neugotische Backsteinhalle 1892/93, querrechteckiger Westturm als Rest eines Vorgängerbauwerks einbezogen                     | Hohe Börde             | Irxleben                   | weitere Bilder         | 52° 9′ 59″ N, 11° 28′ 49″ O      |
| Evangelische Kirche Neuwegersleben            | Saal mit Dreiachtel-Chorschluss von 1912–14 | Am Großen Bruch        | Neuwegersleben             | weitere Bilder         | 52° 2′ 22″ N, 11° 5′ 49″ O       |
| Friedenskirche (Barneberg)                    | Große neugotische Hallenkirche in Quadermauerwerk von 1885, vom Vorgängerbau der im Kern spätromanische, 1618 umgebaute Westturm                  | Hötensleben            | Barneberg                  | weitere Bilder         | 52° 7′ 12″ N, 11° 4′ 31″ O       |
| Friedenskirche in Ovelgünne                   | Kleine Saalkirche mit dreiseitigem Ostschluss und Dachreiter mit Schweifhaube, 1921                                                               | Eilsleben              | Ovelgünne                  | weitere Bilder         | 52° 8′ 43″ N, 11° 16′ 15″ O      |
| Gutskapelle Bergen                            | Im Kern spätromanisch, 1573/76 umgestaltet | Wanzleben-Börde        | Bergen                     | weitere Bilder         | 52° 6′ 41″ N, 11° 21′ 42″ O      |
| Gutskirche Groß Bartensleben                  | Rechtecksaal, im Kern um 1200, Schiff um 1530 nach Osten erweitert                                                                                | Erxleben               | Groß Bartensleben          | weitere Bilder         | 52° 14′ 28″ N, 11° 6′ 28″ O      |
| Heilig-Kreuz-Kirche (Calvörde)                | Kath. Kirch in Calvörde, Neubau aus Bruchsteinquadern 1950/51                                                                                     | Calvörde               | Calvörde                   | weitere Bilder         | 52° 23′ 41″ N, 11° 17′ 34″ O     |
| Herz Jesu (Völpke)                            | Kath. Kirche, neugot. Backsteinsaalbau mit eingezogenem Chor und Dachreiter 1905                                                                  | Völpke                 | Völpke                     | weitere Bilder         | 52° 8′ 18″ N, 11° 6′ 22″ O       |
| Herz Jesu (Eilsleben)                         | Kath. Kirche, neugot. Backsteinsaalbau mit Turm und eingezogenem Chor 1886/97                                                                     | Eilsleben              | Eilsleben                  | weitere Bilder         | 52° 9′ 0″ N, 11° 12′ 16″ O       |
| Herz Jesu (Stadt Großalsleben)                | Kath. Kirche Neubau 1904 als neugot. Backsteinsaalbau mit Turm und eingezogenem Chor                                                              | Gröningen              | Großalsleben               | weitere Bilder         | 51° 58′ 52″ N, 11° 13′ 38″ O     |
| Herz Jesu (Oebisfelde)                        | Kath. Kirche Neubau 1906, Rechtecksaal mit eingezogenem Chor und Turm, Spitze 1967 abgetragen                                                     | Oebisfelde             | Oebisfelde                 | weitere Bilder         | 52° 26′ 10″ N, 10° 59′ 9″ O      |
| Hospitalkirche St. Georg (Hadmersleben)       | Schlichte turmlose gotische Saalkirche 14./15. Jh. mit 3/8-Schluss                                                                                | Oschersleben           | Hadmersleben               | weitere Bilder         | 51° 59′ 21″ N, 11° 18′ 0″ O      |
| Johanniskirche (Peseckendorf)                 | Schlichte Rechteckkapelle im Rundbogenstil 1857                                                                                                   | Oschersleben           | Peseckendorf               | weitere Bilder         | 52° 1′ 23″ N, 11° 19′ 18″ O      |
| Kirche Beendorf                               | Rechteckbau, im Kern 12. Jh., 1926/27 und 2008/10 renoviert                                                                                       | Beendorf               | Beendorf                   | weitere Bilder         | 52° 14′ 30″ N, 11° 5′ 8″ O       |
| Kirche Etingen                                | Neugotische Saalkirche mit Westturm 1892/93, gut erhaltene bauzeitliche Ausstattung                                                               | Oebisfelde-Weferlingen | Etingen                    | weitere Bilder         | 52° 23′ 44″ N, 11° 10′ 12″ O     |
| Kirche Klein Bartensleben                     | Verputzter einschiffiger Backsteinsaal mit eingezogenem Rechteckchor, Chorturm und Apsis, im Kern evtl. frühes 12. Jh.                            | Erxleben               | Klein Bartensleben         | weitere Bilder         | 52° 14′ 30″ N, 11° 8′ 4″ O       |
| Kirche Nordgermersleben                       | Neuromanischer Neubau 1905 unter Verwendung des romanischen Turms vom Vorgängerbau                                                                | Hohe Börde             | Nordgermersleben           | weitere Bilder         | 52° 12′ 45″ N, 11° 19′ 59″ O     |
| Kirche Rogätz                                 | Im Kern mittelalterliche, nach Zerstörung im Dreißigjährigen Krieg wiederaufgebaute Feldsteinkirche mit reicher Ausstattung                       | Rogätz                 | Rogätz                     | weitere Bilder         | 52° 18′ 44″ N, 11° 45′ 50″ O     |
| Kirche Wackersleben                           | Neugotischer Backsteinsaal mit querrechteckigem Chor und schlankem Westturm 1877/78                                                               | Hötensleben            | Wackersleben               |                        | 52° 4′ 15″ N, 11° 1′ 13″ O       |
| St. Stephanus (Ohrsleben)                     | Rechtecksaal mit Westturm, 1555 erbaut | Hötensleben            | Ohrsleben                  |                        | 52° 5′ 29″ N, 10° 59′ 19″ O      |
| Trinitatiskirche (Neuenhofe)                  | Verputzter Saalbau mit dreiseitigem Ostschluss, im Kern 16. und 18. Jh.                                                                           | Westheide              | Neuenhofe                  | Bild gesucht BW        | 52° 18′ 17,4″ N, 11° 27′ 41,3″ O |
| Unserer Lieben Frauen (Wedringen)             | Bruchsteinbauwerk, im Kern 1. H. 13. Jh., Anbauten 18. Jh., 1931 rest.                                                                            | Haldensleben           | Wedringen                  | weitere Bilder         | 52° 16′ 31″ N, 11° 27′ 50″ O     |
| Hl. Dreifaltigkeit (Bülstringen)              | Barockbau 1708, angebaut an romanischen Westturm                                                                                                  | Bülstringen            | Bülstringen                | weitere Bilder         | 52° 19′ 13″ N, 11° 20′ 38″ O     |
| Kirchenruine Nordhusen                        | Kirchenruine, Westquerturm der früheren Dorfkirche aus Bruchstein um 1200                                                                         | Haldensleben           | Nordhusen                  | weitere Bilder         | 52° 14′ 50″ N, 11° 23′ 4″ O      |
| Kulturkirche (Schwaneberg)                    | 1897 erbauter neugotischer Backsteinbau, 2011 profaniert                                                                                          | Sülzetal               | Schwaneberg                | weitere Bilder         | 51° 59′ 54″ N, 11° 28′ 14″ O     |
| Marienkirche Siegersleben                     | Neuromanische Saalkirche aus Backstein mit Hausteingliederungen                                                                                   | Eilsleben              | Siegersleben               | weitere Bilder         | 52° 8′ 1″ N, 11° 15′ 31″ O       |
| Marktkirche Bebertal                          | Im Kern spätromanisch, Westturm erhalten, nach Kriegsschäden 1696 renoviert                                                                       | Hohe Börde             | Bebertal                   | weitere Bilder         | 52° 14′ 25″ N, 11° 20′ 6″ O      |
| Nicolaikirche (Oebisfelde)                    | Neoromanischer Neubau 1894 C. W. Hase, profaniert                                                                                                 | Oebisfelde             | Oebisfelde                 | weitere Bilder         | 52° 25′ 59″ N, 10° 58′ 58″ O     |
| Pfarrkirche St. Marien Unbefleckte Empfängnis | Katholische Kirche, neugotische Basilika aus Backstein mit Westturm, 1867 von A. Güldenpfennig                                                    | Oschersleben           | Oschersleben               | weitere Bilder         | 52° 1′ 40″ N, 11° 13′ 12″ O      |
| Salvator-Kirche (Ivenrode)                    | Kreuzförmiger einschiffiger Bruchsteinbau mit Chorturm und Apsis, 1. H. 13. Jh.                                                                   | Altenhausen            | Ivenrode                   | weitere Bilder         | 52° 16′ 24″ N, 11° 13′ 52″ O     |
| St. Aegidius (Klein Germersleben)             | Neoromanischer Sandsteinquaderbau mit eingez. Chor und Westturm 1899/1900 erbaut                                                                  | Wanzleben-Börde        | Klein Germersleben         | weitere Bilder         | 52° 1′ 3″ N, 11° 24′ 17″ O       |
| Sankt-Gangolph-Kirche (Ostingersleben)        | Bruchsteinbau 1790 unter Verwendung romanischer Bauteile                                                                                          | Ingersleben            | Ostingersleben             | weitere Bilder         | 52° 12′ 35″ N, 11° 10′ 19″ O     |
| Sankt-Johannes-Kirche (Lindhorst)             | Neoromanischer Neubau 1861, Saalkirche aus Backstein mit hohem Turm                                                                               | Colbitz                | Lindhorst                  |                        | 52° 18′ 12″ N, 11° 35′ 31″ O     |
| St. Anna (Gut Glüsig)                         | Im Kern kleiner romanischer Bruchsteinbau 13. Jh., nach Zerstörung 1658 erneuert                                                                  | Hohe Börde             | Gut Glüsig                 | weitere Bilder         | 52° 14′ 42″ N, 11° 27′ 3″ O      |
| St. Anna (Zobbenitz)                          | Saalkirche in Fachwerk 1672 | Calvörde               | Zobbenitz                  | weitere Bilder         | 52° 24′ 19″ N, 11° 22′ 3″ O      |
| St. Benedikt (Eichenbarleben)                 | Kath. Kirche, Neubau 1952/54 | Hohe Börde             | Eichenbarleben             | weitere Bilder         | 52° 10′ 2″ N, 11° 23′ 58″ O      |
| St. Katharinen (Wolmirstedt)                  | Neugotische Halle mit eingezogenem Chor und hohem Turm, 1876/77                                                                                   | Wolmirstedt            | Wolmirstedt                | weitere Bilder         | 52° 14′ 55″ N, 11° 37′ 42″ O     |
| St. Laurentius (Meseberg)                     | Langgestreckter Bruchsteinbau 18. Jh. unter Verwendung von Teilen des Vorgängers                                                                  | Niedere Börde          | Meseberg                   | weitere Bilder         | 52° 16′ 22″ N, 11° 31′ 43″ O     |
| St. Liborius (Haldensleben)                   | Kath. Kirche, schlichter Rechteckbau mit Dachreiter 1936/37                                                                                       | Haldensleben           | Haldensleben               | weitere Bilder         | 52° 17′ 8″ N, 11° 24′ 36″ O      |
| St. Ludgeri (Alleringersleben)                | Romanischer Turm um 1200 mit rechteckigem Saal von 1719, unter Verwendung von Bauteilen des Vorgängers                                            | Ingersleben            | Alleringersleben           | weitere Bilder         | 52° 12′ 51″ N, 11° 8′ 27″ O      |
| St. Marien (Haldensleben)                     | Gotische Hallenkirche ab 1375, nach Brand 1675 wiederaufgebaut, nach 1812 neuer Turm nach Einsturz des Vorgängers                                 | Haldensleben           | Haldensleben               | weitere Bilder         | 52° 17′ 27″ N, 11° 24′ 47″ O     |
| St. Marien (Bahrendorf)                       | Katholisch, neuromanischer Backsteinbau mit Chorpolygon 1876                                                                                      | Sülzetal               | Bahrendorf                 | weitere Bilder         | 52° 0′ 1″ N, 11° 33′ 32″ O       |
| St. Michael (Remkersleben)                    | Neugotischer Neubau des Schiffs 1855 unter Verwendung des romanischen Turms des Vorgängers                                                        | Wanzleben-Börde        | Remskersleben              | weitere Bilder         | 52° 5′ 21″ N, 11° 21′ 19″ O      |
| Sankt-Nikolai-Kirche (Glindenberg)            | Im Kern gotisch, 1. H. 15. Jh., Erhöhung von Schiff und Turm mit Fachwerk, Restaurierungen 1963 und 2004                                          | Wolmirstedt            | Glindenberg                | weitere Bilder         | 52° 14′ 15″ N, 11° 41′ 0″ O      |
| Sankt-Peter-Kirche (Hohendodeleben)           | Barocker Neubau 1747/70 unter Verwendung eines mittelalterlichen Turms des Vorgängers                                                             | Wanzleben-Börde        | Hohendodeleben             | weitere Bilder         | 52° 6′ 15″ N, 11° 30′ 7″ O       |
| St. Petri (Eimersleben)                       | Kirchturm im Kern 12. Jh., 1715/39 erhöht; Kirchenschiff neu 1712/15                                                                              | Ingersleben            | Elmersleben                | weitere Bilder         | 52° 13′ 18″ N, 11° 12′ 5″ O      |
| Sankt-Petri-und-Pauli-Kirche (Jersleben)      | Neugotische Saalkirche aus Backstein mit Westquerturm, 1892/93                                                                                    | Niedere Börde          | Jersleben                  | weitere Bilder         | 52° 14′ 43″ N, 11° 35′ 2″ O      |
| Sankt-Petrus-Kirche (Morsleben)               | Im Kern romanischer Bruchsteinbau mit Querturm aus dem 12. Jh., 1489 nach Osten erweitert                                                         | Ingersleben            | Morsleben                  | weitere Bilder         | 52° 13′ 7″ N, 11° 6′ 42″ O       |
| St. Petrus (Satuelle)                         | Im Kern vermutl. romanisch, um 1592/96 Saal nach Osten erweitert, Turmaufsatz wohl 18. Jh.                                                        | Haldensleben           | Satuelle                   | weitere Bilder         | 52° 20′ 7″ N, 11° 22′ 48″ O      |
| St.-Stephani-Kirche (Hadmersleben)            | Neubau 1745/47 vermutlich anstelle einer Burgkapelle erbaut                                                                                       | Oschersleben           | Hadmersleben               | weitere Bilder         | 51° 59′ 29″ N, 11° 18′ 13″ O     |
| St.-Stephanus-Kirche (Schleibnitz)            | Neuromanischer Bruchsteinbau mit Apsis und Westturm 1887                                                                                          | Wanzleben-Börde        | Schleibnitz                | weitere Bilder         | 52° 4′ 37″ N, 11° 29′ 11″ O      |
| St. Ambrosius (Klein Santersleben)            | Schlichter kreuzförmiger Bau mit im Kern romanischem Westquerturm, teilverputzt, 1754 nach Westen verlängert (zu Schackensleben, Hohe Börde)      | Hohe Börde             | Klein Santersleben         | weitere Bilder         | 52° 12′ 8″ N, 11° 25′ 16″ O      |
| St. Andreas (Mammendorf)                      | Westquerturm in Bruchstein Anfang 13. Jh., schlichte Saalkirche um 1660                                                                           | Mammendorf             | Mammendorf                 | weitere Bilder         | 52° 10′ 36″ N, 11° 25′ 35″ O     |
| St. Andreas (Groß Santersleben)               | Im Kern romanisch, gestreckte rechteckige Saalkirche mit breiterem romanischem Westquerturm, 1. H. 13. Jh.                                        | Hohe Börde             | Groß Santersleben          | weitere Bilder         | 52° 11′ 30″ N, 11° 27′ 4″ O      |
| St. Andreas (Bottmersdorf)                    | Barocker Rechteckbau, 1690 mit Westturm des spätromanischen Vorgängers                                                                            | Wanzleben-Börde        | Bottmersdorf               | weitere Bilder         | 52° 1′ 49″ N, 11° 25′ 44″ O      |
| St. Andreas (Hundisburg)                      | Romanischer Turm, Schiff 1708 umgebaut | Haldensleben           | Hundisburg                 | weitere Bilder         | 52° 14′ 50″ N, 11° 23′ 54″ O     |
| St. Annen (Süplingen)                         | Im Kern romanischer, verputzter Bruchsteinsaalbau mit Westquerturm, Schiff 1659 erweitert                                                         | Haldensleben           | Süplingen                  | weitere Bilder         | 52° 17′ 16″ N, 11° 19′ 21″ O     |
| St. Bartholomäi (Gersdorf)                    | Rechteckiger ursprüngl. verputzter Bruchsteinbau 2. H. 17. Jh. unter Verwendung gotischer Reste                                                   | Niedere Börde          | Gersdorf                   | weitere Bilder         | 52° 11′ 35″ N, 11° 30′ 39″ O     |
| St. Bartholomäus (Hötensleben)                | Im Kern spätgotisch, Wiederaufbau nach 30-jährigem Krieg 1675/80                                                                                  | Hötensleben            | Hötensleben                | weitere Bilder         | 52° 7′ 6″ N, 11° 1′ 15″ O        |
| St. Benedikt (Hohenwarsleben)                 | Langgestreckter rechteckiger Saalbau mit Rechteckchor, im Kern romanisch, wesentlicher Um- und Ausbau 1664 und 1700                               | Hohe Börde             | Hohenwarsleben             | weitere Bilder         | 52° 10′ 47″ N, 11° 29′ 56″ O     |
| St. Bernward (Sommerschenburg)                | Katholisch, nach Provisorien schlichter Neubau 1935                                                                                               | Sommersdorf            | Sommerschenburg            | weitere Bilder         | 52° 10′ 19″ N, 11° 5′ 52″ O      |
| St. Bonifatius (Wanzleben)                    | Katholisch, 1865 neugotischer Saalbau neu erbaut                                                                                                  | Wanzleben-Börde        | Wanzleben                  | weitere Bilder         | 52° 3′ 35″ N, 11° 26′ 39″ O      |
| St. Bonifatius (Ackendorf)                    | Rechteckiger Bruchsteinsaal um 1200, Querturm 1673 wiederhergestellt, 1758 Sakristei angebaut                                                     | Hohe Börde             | Ackendorf                  | weitere Bilder         | 52° 13′ 29″ N, 11° 26′ 25″ O     |
| St. Christopherus (Dodendorf)                 | Westquerturm spätromanisch, Saal Ende 17. Jh. erneuert                                                                                            | Sülzetal               | Dodendorf                  | weitere Bilder         | 52° 2′ 24″ N, 11° 36′ 41″ O      |
| St. Christophorus (Wellen)                    | Hausteinbau mit fünfseitigem Schluss und Westquerturm, dieser im Kern romanisch, Westwand und Spitzhelm 1. H. 19. Jh.                             | Hohe Börde             | Wellen                     | weitere Bilder         | 52° 8′ 48″ N, 11° 26′ 24″ O      |
| St. Cyriakus (Gröningen)                      | Kleiner Saal aus Bruchsteinquadern mit Polygonapsis, 1866, vom Vorgänger der querrechteckige Westturm um 1320                                     | Gröningen              | Gröningen                  | weitere Bilder         | 51° 56′ 2″ N, 11° 13′ 0″ O       |
| St. Georg (Emden)                             | Romanische Saalkirche mit Apsis (frühes 12. Jh.) und Westquerturm, barocke Anbauten                                                               | Altenhausen            | Emden (Altenhausen)        | weitere Bilder         | 52° 14′ 22″ N, 11° 16′ 53″ O     |
| St. Georg (Langenweddingen)                   | Neubau einer einschiffigen kreuzförmigen Anlage von 1703 mit Verwendung eines spätromanischen Westturms                                           | Sülzetal               | Langenweddingen            | weitere Bilder         | 52° 1′ 58″ N, 11° 31′ 21″ O      |
| St. Godeberti (Bebertal I)                    | 1697 erbauter Rechtecksaal, Ende 19. Jh. restauriert                                                                                              | Hohe Börde             | Bebertal                   | weitere Bilder         | 52° 14′ 14″ N, 11° 19′ 54″ O     |
| St. Jacobi (Wanzleben)                        | Dreischiffige Halle mit dreiseitig geschlossenem Chor und querrechteckigem Westturm, Ende 15. Jh.                                                 | Wanzleben-Börde        | Wanzleben                  | weitere Bilder         | 52° 3′ 36″ N, 11° 26′ 18″ O      |
| St. Jakobus (Rottmersleben)                   | Turm aus Bruchstein romanisch, Kirchenschiff um 1709                                                                                              | Hohe Börde             | Rottmersleben              | weitere Bilder         | 52° 12′ 45″ N, 11° 24′ 6″ O      |
| St. Jakobus (Dreileben)                       | Romanisierender Ziegelbau anstelle eines mittelalterlichen Vorgängers, 1899                                                                       | Wanzleben-Börde        | Dreileben                  | weitere Bilder         | 52° 7′ 35″ N, 11° 19′ 57″ O      |
| St. Johannes Baptist (Ottleben)               | Umbau eines Wohnhauses 1953 zur kath. Kirche | Ausleben               | Ottleben                   | weitere Bilder         | 52° 5′ 4″ N, 11° 7′ 30″ O        |
| St. Johannis (Vahldorf)                       | Rechteckiger romanischer Bruchsteinsaal mit romanischem Westquerturm                                                                              | Niedere Börde          | Vahldorf                   | weitere Bilder         | 52° 15′ 27″ N, 11° 30′ 7″ O      |
| St. Johannis (Klein Wanzleben)                | Neugotischer Bau über kreuzförmigem Grundriss aus behauenem Bruchstein mit hervorgehobenen Werksteinverband, 1871                                 | Wanzleben-Börde        | Klein Wanzleben            | weitere Bilder         | 52° 4′ 12″ N, 11° 21′ 30″ O      |
| St. Josef (Harbke)                            | Kath. Kirche, neugotischer Saalbau in Backstein, 1913 geweiht                                                                                     | Harbke                 | Harbke                     | weitere Bilder         | 52° 11′ 15″ N, 11° 2′ 33″ O      |
| St. Josef (Zuckerdorf Klein Wanzleben)        | 1907/08 Neubau der Kirche als schlichter neugot. Saalbau mit polygonalem Schluss und Chorflankenturm                                              | Wanzleben-Börde        | Zuckerdorf Klein Wanzleben | weitere Bilder         | 52° 4′ 25″ N, 11° 21′ 23″ O      |
| St. Josef (Wolmirstedt)                       | Kath. Kirche, 1935/36, schlichter Rechtecksaal mit Dachreiter                                                                                     | Wolmirstedt            | Wolmirstedt                | weitere Bilder         | 52° 14′ 56″ N, 11° 37′ 23″ O     |
| St. Josef (Weferlingen)                       | Kath. Kirche, 1929 geweiht, schlichter tonnengewölbter Saal mit hohem Turm                                                                        | Oebisfelde-Weferlingen | Weferlingen                | weitere Bilder         | 52° 18′ 40″ N, 11° 3′ 33″ O      |
| St. Joseph und Augustinus (Hötensleben)       | Kath. Kirche, Neubau 1890/91 als neuromanischer Backsteinbau                                                                                      | Hötensleben            | Hötensleben                | weitere Bilder         | 52° 7′ 15″ N, 11° 1′ 14″ O       |
| St. Lamberti (Dahlenwarsleben)                | Große romanisierende Hausteinkirche mit dreiapsidialem Ostschluss 1849–51                                                                         | Niedere Börde          | Dahlenwarsleben            | weitere Bilder         | 52° 11′ 44″ N, 11° 32′ 23″ O     |
| St. Lamberti (Weferlingen)                    | Schmucklose dreischiffige Pfeilerhalle aus Bruchstein mit polygonalem Ostschluss und Westturm 1713–20                                             | Oebisfelde-Weferlingen | Weferlingen                | weitere Bilder         | 52° 18′ 55″ N, 11° 3′ 23″ O      |
| St. Lambertus (Osterweddingen)                | Anstelle eines spätrom. Bauwerks barocker Neubau 1708 unter Wiederverwendung des Querturms des Vorgängers                                         | Sülzetal               | Osterweddingen             | weitere Bilder         | 52° 2′ 25″ N, 11° 34′ 38″ O      |
| St. Laurentius (Hermsdorf (Hohe Börde))       | Verputzter Saalbau mit halbkreisförmigem Ostschluss 17. Jh.                                                                                       | Hohe Börde             | Hermsdorf (Hohe Börde)     | weitere Bilder         | 52° 11′ 9″ N, 11° 28′ 35″ O      |
| St. Levin (Harbke)                            | Schlichter Rechtecksaal 1572, Westturm 1718/19, reiche Ausstattung, u. a. Treutmann-Orgel 1722                                                    | Harbke                 | Harbke                     | weitere Bilder         | 52° 11′ 28″ N, 11° 2′ 48″ O      |
| St. Liborius (Gröningen)                      | Kath. Kirche, Neubau 1905/06 als einschiffiger Putzbau mit Apsis und Turm                                                                         | Gröningen              | Gröningen                  | weitere Bilder         | 51° 56′ 25″ N, 11° 13′ 22″ O     |
| St. Lorenz (Eilsleben)                        | Großer gotisierender Hallenbau mit polygonaler Apsis 1858 nach Entwurf von F. A. Stüler, Westturm frühgotisch, beachtenswerte Orgel von A. Reubke | Eilsleben              | Eilsleben                  | weitere Bilder         | 52° 8′ 49″ N, 11° 12′ 46″ O      |
| St. Margareta (Völpke)                        | Schlichter Saalbau von 1786/90 mit polygonalem Schluss und Dachturm                                                                               | Völpke                 | Völpke                     | weitere Bilder         | 52° 8′ 19″ N, 11° 5′ 54″ O       |
| St. Marien (Klein Oschersleben)               | Neugotischer Saalbau mit Flankenturm in Backstein, 1910 geweiht                                                                                   | Oschersleben           | Klein Oschersleben         | weitere Bilder         | 52° 0′ 30″ N, 11° 20′ 26″ O      |
| St. Marien (Groppendorf)                      | Spätromanische Chorturmkirche A. 13. Jh. mit Wandmalereien A. 16. Jh.                                                                             | Erxleben               | Groppendorf                | weitere Bilder         | 52° 11′ 12″ N, 11° 17′ 45″ O     |
| St. Marien (Hakenstedt)                       | Romanischer Querturm, Schiff als Saalkirche 1710/11 angebaut, an der Südseite Leichenhalle                                                        | Erxleben               | Hakenstedt                 | weitere Bilder         | 52° 10′ 55″ N, 11° 15′ 58″ O     |
| St. Martin (Kroppenstedt)                     | Dreischiffige Hallenkirche im Kern E. 15. Jh. mit einzigartigen Volutengiebeln 1593, hist. Orgel teilw. erhalten                                  | Kroppenstedt           | Kroppenstedt               | weitere Bilder         | 51° 56′ 29″ N, 11° 18′ 16″ O     |
| St. Martin (Sülldorf)                         | Im Kern spätromanisch, 1717 unter Wiederverwendung des Querturms barock umgestaltet                                                               | Sülzetal               | Sülldorf                   | weitere Bilder         | 52° 1′ 28″ N, 11° 33′ 35″ O      |
| St. Martini (Altenweddingen)                  | Historisierende dreischiffige Hallenkirche 1835–37, der Westturm vom Vorgängerbau                                                                 | Sülzetal               | Altenweddingen             | weitere Bilder         | 51° 59′ 50″ N, 11° 32′ 2″ O      |
| St. Martini (Behnsdorf)                       | Barocke Saalkirche mit dreiseitigem Schluss und Westturm, 1743/44                                                                                 | Flechtingen            | Behnsdorf                  | weitere Bilder         | 52° 18′ 48″ N, 11° 8′ 57″ O      |
| St. Martini (Gröningen)                       | Mittelalterlicher Bau um 1200, weitgehend erneuert um 1418, Turm 1616/17                                                                          | Gröningen              | Gröningen                  | weitere Bilder         | 51° 56′ 15″ N, 11° 12′ 56″ O     |
| St. Mauritius (Klein Ammensleben)             | Spätbarocker Saalbau mit spätromanischem Westquerturm, dieser E. 12./13. Jh.                                                                      | Niedere Börde          | Klein Ammensleben          | weitere Bilder         | 52° 13′ 1″ N, 11° 31′ 10″ O      |
| St. Nicolai (Drackenstedt)                    | 1750 errichteter Bruchsteinbau unter Wiederverwendung eines spätromanischen Westquerturms                                                         | Eilsleben              | Drackenstedt               | weitere Bilder         | 52° 9′ 19″ N, 11° 20′ 53″ O      |
| St. Nicolai (Eichenbarleben)                  | Im Kern rom. Kirche in Bruchstein mit westl. Querturm, die Erweiterung zu einem Rechtecksaal 1596 abgeschlossen                                   | Hohe Börde             | Eichenbarleben             | weitere Bilder         | 52° 10′ 3″ N, 11° 23′ 56″ O      |
| St. Nicolai (Oschersleben)                    | Anspruchsvolle gotisierende Hallenkirche 1881 erbaut, vom Vorgängerbau der Westbau erhalten                                                       | Oschersleben           | Oschersleben               | weitere Bilder         | 52° 1′ 35″ N, 11° 13′ 38″ O      |
| St. Nicolai (Schwanefeld)                     | Großer rechteckiger romanischer Saalbau um 1200 mit nachträglich angefügtem Westquerturm in Schiffsbreite                                         | Oebisfelde-Weferlingen | Schwanefeld                | weitere Bilder         | 52° 15′ 53″ N, 11° 5′ 30″ O      |
| St. Nikolaus (Zielitz)                        | Barocke Saalkirche 1726 auf rechteckigem Grundriss, Turm 1877                                                                                     | Zielitz                | Zielitz                    | St. Nikolaus (Zielitz) | 52° 17′ 15″ N, 11° 40′ 44″ O     |
| St. Norbert (Schermcke)                       | Kath. Kirche, Neubau 1913/14, romanisierender Rechteckbau mit Westturm und Rundbogenfenstern                                                      | Oschersleben           | Schermcke                  | weitere Bilder         | 52° 3′ 23″ N, 11° 17′ 42″ O      |
| St. Pankratius (Klein Rodensleben)            | Barocke Saalkirche mit dreiseitigem Chorschluss, datiert 1712                                                                                     | Wanzleben-Börde        | Klein Rodensleben          | \| weitere Bilder      | 52° 6′ 56″ N, 11° 26′ 23″ O      |
| St. Paulskirche Seehausen (Börde)             | Romanische Kirche in vollständiger Anlage 12. Jh., Station der Straße der Romanik                                                                 | Wanzleben-Börde        | Seehausen (Börde)          | weitere Bilder         | 52° 6′ 18″ N, 11° 17′ 7″ O       |
| St. Paulus (Colbitz)                          | 1869/70 erbauter Backsteinsaalbau im Rundbogenstil nach Entwurf von F. A. Stüler mit Apsis und Westturm                                           | Colbitz                | Colbitz                    | weitere Bilder         | 52° 18′ 50″ N, 11° 36′ 12″ O     |
| St. Peter und Paul (Hadmersleben)             | Katholische Kirche, im Wesentlichen 12. Jh., Erweiterung in zwei Bauphasen 13./14. Jh., 1696/98 barockisiert                                      | Oschersleben           | Hadmersleben               | weitere Bilder         | 51° 59′ 30″ N, 11° 17′ 42″ O     |
| St. Peter und Paul (Barleben)                 | Im Kern Saalkirche um 1350, nach Zerstörung 1636 barocker Wiederaufbau 1681/99                                                                    | Barleben               | Barleben                   | weitere Bilder         | 52° 12′ 20″ N, 11° 37′ 25″ O     |
| St. Peter und Paul (Domersleben)              | Barocker Neubau 1749, nach Schäden im Zweiten Weltkrieg Einsturz des Daches 1974, danach als Ruine gesichert                                      | Wanzleben-Börde        | Domersleben                | weitere Bilder         | 52° 5′ 34″ N, 11° 26′ 2″ O       |
| St. Peter und Paul (Niederndodeleben)         | Im Kern romanischer, 1709–11 erhöhter und verlängerter Saal, wertvolle historische Orgel                                                          | Hohe Börde             | Niederndodeleben           | weitere Bilder         | 52° 8′ 2″ N, 11° 29′ 40″ O       |
| St. Petri (Meitzendorf)                       | Breitgelagerter rechteckiger barocker Saalbau mit Lisenengliederung, inschr. 1743/44                                                              | Barleben               | Meitzendorf                | weitere Bilder         | 52° 12′ 34″ N, 11° 33′ 42″ O     |
| St. Petri (Groß Rodensleben)                  | Schlichter Bruchsteinbau aus mächtigem gotischem Turm und einem 1805/06 nach Brand erbautem Rechtecksaal                                          | Wanzleben-Börde        | Groß Rodensleben           | weitere Bilder         | 52° 7′ 19″ N, 11° 23′ 10″ O      |
| St. Petri (Ochtmersleben)                     | Im Kern romanische, durch manieristischen Um und Ausbau um 1600 geprägte Saalkirche mit Chor, Südvorhalle und Westturm                            | Hohe Börde             | Ochtmersleben              | weitere Bilder         | 52° 9′ 32″ N, 11° 24′ 40″ O      |
| St. Petri (Uhrsleben)                         | Romanischer Westturm Mitte 13. Jh., Schiff durch barocke Veränderungen geprägt                                                                    | Erxleben               | Uhrsleben                  | weitere Bilder         | 52° 12′ 3″ N, 11° 15′ 46″ O      |
| St. Petri (Hamersleben)                       | Südlich der Klosterkirche erbaute evang. neuromanische Saalkirche mit Dreiachtelschluss und einem Westturm 1889                                   | Am Großen Bruch        | Hamersleben                | weitere Bilder         | 52° 3′ 47″ N, 11° 5′ 16″ O       |
| St. Petrus (GroßAlsleben)                     | Gotisierender Backsteinbau, 1885, quadratischer Westturm mit hohem Spitzhelm                                                                      | Gröningen              | Großalsleben               | weitere Bilder         | 51° 58′ 51″ N, 11° 13′ 33″ O     |
| St. Sebastian (Samswegen)                     | Verputzte Saalkirche mit querrechteckigem Westturm, im Kern vermutl. 12. Jh. Das Schiff E. 17. Jh. barock umgebaut                                | Niedere Börde          | Samswegen                  | weitere Bilder         | 52° 15′ 35″ N, 11° 33′ 43″ O     |
| St. Severi Kirche (Krottorf)                  | Bruchsteinbau mit vierseitigem Ostschluss, um 1500, die hohen Ostfenster mit Maßwerk, Schiff mit Holztonne gedeckt                                | Gröningen              | Krottorf                   | weitere Bilder         | 51° 58′ 37″ N, 11° 10′ 42″ O     |
| St. Stephan (Eschenrode)                      | Saalkirche mit dreiseitig geschlossenem Chor; Putzbau mit Westturm, datiert 1795                                                                  | Oebisfelde-Weferlingen | Eschenrode                 | weitere Bilder         | 52° 17′ 5″ N, 11° 6′ 55″ O       |
| St. Stephanus (Schermcke)                     | Um 1560 anstelle eines mittelalterlichen Vorgängers unter Einbeziehung des Turms aus dem späten 15. Jh. erbaut.                                   | Oschersleben           | Schermcke                  | weitere Bilder         | 52° 3′ 31″ N, 11° 17′ 12″ O      |
| St. Stephanus (Schnarsleben)                  | Um 1200 als romanische Saalkirche mit Westturm erbaut                                                                                             | Hohe Börde             | Schnarsleben               | weitere Bilder         | 52° 8′ 27″ N, 11° 29′ 56″ O      |
| St. Stephanus (Schackensleben)                | Gestreckter rechteckiger Putzbau mit wenig schmalerem Westquerturm, dieser um Unterteil romanisch, 13. Jh.                                        | Hohe Börde             | Schackensleben             | weitere Bilder         | 52° 11′ 46″ N, 11° 25′ 24″ O     |
| St. Stephanus (Bahrendorf)                    | Im Kern langgezogenes frühgotisches Schiff, 1749 erhöht, mit Westquerturm und rundem Ostabschluss                                                 | Sülzetal               | Bahrendorf                 | weitere Bilder         | 52° 0′ 5″ N, 11° 33′ 29″ O       |
| St. Trinitatis (Groß Germersleben)            | Langgestreckter Rechteckbau mit geradem Ostschluss und eingezogenem Westturm 1713–24, anstelle eines Vorgängerbaus errichtet                      | Oschersleben           | Groß Germersleben          | weitere Bilder         | 52° 0′ 12″ N, 11° 21′ 39″ O      |
| St. Georg (Calvörde)                          | Nach mehreren Vorgängern Neubau um 1700, Turm erhöht, Kirche 1861 im Innern umgestaltet                                                           | Calvörde               | Calvörde                   | weitere Bilder         | 52° 23′ 48″ N, 11° 18′ 3″ O      |
| St. Katharina (Gutenswegen)                   | Im Kern romanischer Hausteinsaal mit Westquerturm und Apsis, durch barocken und historistischen Umbau geprägt                                     | Gutenswegen            | Niedere Börde              | weitere Bilder         | 52° 13′ 42″ N, 11° 29′ 39″ O     |
| St. Katharinen (Oebisfelde)                   | Geräumige Hallenkirche aus Bruchstein mit schmalerem Nord- und breiterem Südseitenschiff, Chor und Westquerturm 1314 erstmals genannt             | Oebisfelde-Weferlingen | Oebisfelde                 | weitere Bilder         | 52° 25′ 46″ N, 10° 59′ 6″ O      |
| St.-Laurentius-Kirche Seehausen (Börde)       | Ruine einer ehemals dreischiffigen Hallenkirche mit Dreiachtelschluss und mächtigem Westturm vom Anfang des 15. Jh.                               | Wanzleben-Börde        | Seehausen (Börde)          | weitere Bilder         | 52° 5′ 59″ N, 11° 17′ 33″ O      |
| St.-Stephanus-Kirche (Hörsingen)              | Rechteckiger Putzbau mit Westquerturm von Schiffsbreite, der westliche Bau aus dem 12. Jh., Erweiterung nach Osten datiert 1683                   | Oebisfelde-Weferlingen | Hörsingen                  | weitere Bilder         | 52° 16′ 45″ N, 11° 9′ 25″ O      |
| Trinitatiskirche (Altenhausen)                | Einschiffiger Bruchsteinsaal im Kern romanisch, 1594 umgestaltet und danach neu ausgestattet                                                      | Altenhausen            | Altenhausen                | weitere Bilder         | 52° 15′ 45″ N, 11° 15′ 21″ O     |
| St. Bernward (Neuwegersleben)                 | Ehemalige katholische Kirche in Neuwegersleben, 1898 geweiht                                                                                      | Am Großen Bruch        | Neuwegersleben             | weitere Bilder         | 52° 2′ 25″ N, 11° 5′ 43″ O       |
| St. Nikolaus von der Flüe (Colbitz)           | Katholische Kirche in Colbitz, 1959–61 erbaut, 1962–65 Glockenturm zugefügt                                                                       | Colbitz                | Colbitz                    | weitere Bilder         | 52° 18′ 54″ N, 11° 36′ 44″ O     |
| St. Benedikt (Eichenbarleben)                 | Katholische Kirche in Eichenbarleben, 1952–53 erbaut                                                                                              | Hohe Börde             | Eichenbarleben             | weitere Bilder         | 52° 10′ 2″ N, 11° 23′ 59″ O      |
| St. Anna (Gut Glüsig)                         | Katholische Wallfahrtskapelle St. Anna auf Gut Glüsig, romanisch, 1658 erneuert                                                                   | Hohe Börde             | Gut Glüsig                 | weitere Bilder         | 52° 14′ 43″ N, 11° 26′ 58″ O     |
| St. Mauritius (Langenweddingen)               | Denkmalgeschütztes katholisches Pfarrhaus mit 1976 eingefügter Kirche                                                                             | Sülzetal               | Langenweddingen            | weitere Bilder         | 52° 1′ 52″ N, 11° 31′ 14″ O      |
| Unser lieben Frauen (Hadmersleben)            | Im Kern frühgotischer, zweischiffiger Putzbau, 2. H. 15. Jh.                                                                                      | Oschersleben           | Hadmersleben               | weitere Bilder         | 51° 59′ 39″ N, 11° 18′ 16″ O     |

## Klöster
| Artikel                                 | Beschreibung | Gemeinde               | Ort             | Bild           | Koordinaten                  |
| --------------------------------------- | --- | ---------------------- | --------------- | -------------- | ---------------------------- |
| Augustinerchorfrauenstift Marienborn    | Ehemaliges Kloster mit romanischer Kirche und gotischen, barockisierten Gebäuden                                                                    | Sommersdorf            | Marienborn      | weitere Bilder | 52° 11′ 49″ N, 11° 6′ 30″ O  |
| Benediktinerkloster Hillersleben        | Im Kern hochromanisch, später mehrfach umgebaut, Teil der Straße der Romanik                                                                        | Westheide              | Hillersleben    | weitere Bilder | 52° 16′ 23″ N, 11° 29′ 18″ O |
| Kloster Althaldensleben                 | Ehemaliges Zisterzienserinnenkloster, später mehrfach umgebaut                                                                                      | Haldensleben           | Althaldensleben | weitere Bilder | 52° 15′ 48″ N, 11° 25′ 13″ O |
| Kloster Gröningen                       | Ehemaliges Benediktinerkloster, Klosterkirche 1. Hälfte 12. Jh., Straße der Romanik                                                                 | Gröningen              | Gröningen       | weitere Bilder | 51° 56′ 14″ N, 11° 11′ 49″ O |
| Kloster Hamersleben                     | Katholisch, Kloster der Hirsauer Bauschule, die Klosterkirche ist der „edelste hochromanische Bau in Mitteldeutschland“ (Dehio), Straße der Romanik | Am Großen Bruch        | Hamersleben     | weitere Bilder | 52° 3′ 48″ N, 11° 5′ 10″ O   |
| Kloster Meyendorf                       | Katholisch, ehem. Klosteranlage der Zisterzienserinnen in Meyendorf mit reicher barocker Ausstattung                                                | Wanzleben-Börde        | Meyendorf       | weitere Bilder | 52° 5′ 20″ N, 11° 19′ 55″ O  |
| Stiftskirche Walbeck                    | Ruine der Stiftskirche, 942 erbaut, kreuzförmige Kirche mit Apsis, später durch Westbau und Seitenschiffe zur Basilika ergänzt                      | Oebisfelde-Weferlingen | Walbeck         | weitere Bilder | 52° 16′ 43″ N, 11° 4′ 11″ O  |
| Zisterzienserinnenkloster St. Katharina | Nonnenkloster der Zisterzienserinnen in Wolmirstedt                                                                                                 | Wolmirstedt            | Wolmirstedt     | Bild gesucht   | 52° 14′ 55″ N, 11° 37′ 43″ O |
| Kloster Ammensleben                     | 1120 als Augustiner-Chorherrenstift gegründet, kurz darauf den Benediktinern übertragen, heute katholische Filialkirche, Straße der Romanik         | Niedere Börde          | Ammensleben     | weitere Bilder | 52° 13′ 53″ N, 11° 31′ 11″ O |
| Kloster Hadmersleben                    | Ehemalige Benediktinerinnen-Abtei, heute katholische Filialkirche                                                                                   | Oschersleben (Bode)    | Hadmersleben    | weitere Bilder | 51° 59′ 30″ N, 11° 17′ 42″ O |
| Neue Abtei                              | Rest des Zisterzienserinnenklosters Wolmirstedt, danach ev. Damenstift                                                                              | Wolmirstedt            | Wolmirstedt     |                | 52° 14′ 54″ N, 11° 37′ 46″ O |

## Synagogen
| Artikel               | Beschreibung                                   | Gemeinde     | Ort          | Bild         | Koordinaten                      |
| --------------------- | ---------------------------------------------- | ------------ | ------------ | ------------ | -------------------------------- |
| Synagoge Calvörde     | Komplex von Fachwerkhäusern des späten 18. Jh. | Calvörde     | Calvörde     | Bild gesucht | 52° 23′ 47″ N, 11° 18′ 6,7″ O    |
| Synagoge Haldensleben | Kleiner Fachwerksaalbau von 1822               | Haldensleben | Haldensleben |              | 52° 17′ 32,8″ N, 11° 24′ 39,5″ O |

## Begräbnisstätten
| Artikel                                   | Beschreibung | Gemeinde                | Ort                | Bild           | Koordinaten                      |
| ----------------------------------------- | --- | ----------------------- | ------------------ | -------------- | -------------------------------- |
| Friedhof der Familie Nathusius            | Privater Familienfriedhof der Familie des Unternehmers Johann Gottlob Nathusius, 1829 angelegt, noch in Nutzung. Das Wirken Nathusius’ wurde von Goethe und Brentano literarisch rezipiert | Haldensleben            | Haldensleben       | weitere Bilder | 52° 15′ 50,9″ N, 11° 24′ 58,9″ O |
| Friedhof Peseckendorf                     | Sandsteinportal mit zwei Pfeilern und je einer Vase; Denkmale, darunter das Kriegerdenkmal Peseckendorf                                                                                    | Oschersleben            | Peseckendorf       | weitere Bilder | 52° 1′ 19,3″ N, 11° 19′ 16,5″ O  |
| Ganggrab von Ebendorf                     | Megalithanlage der Trichterbecherkultur | Barleben                | Ebendorf           | Bild gesucht   | 52° 10′ 25″ N, 11° 34′ 13″ O     |
| Grabmal der Familie Vibrans               | Grabplatte mit Stele von 1790 der lokalen Bürgermeisterfamilie | Calvörde                | Calvörde           |                | 52° 23′ 46″ N, 11° 17′ 21,2″ O   |
| Großsteingräber im Haldensleber Forst     | Zahlreiche jungsteinzeitliche Megalithanlagen | Haldensleben Hohe Börde | Haldensleber Forst | weitere Bilder | 52° 16′ 30,6″ N, 11° 23′ 0,9″ O  |
| Großsteingrab Marienborn 1                | Teilweise sichtbarer Kultplatz im Bereich der ehem. innerdeutschen Grenze, darunter sog. Opferstein                                                                                        | Lappwald Marienborn     | Lappwald           | weitere Bilder | 52° 12′ 10,1″ N, 11° 5′ 50″ O    |
| Heidenkrippe                              | Reste einer megalithischen jungsteinzeitlichen Grabanlage | Erxleben                | Erxleben           | Bild gesucht   | 52° 14′ 43,2″ N, 11° 10′ 58,1″ O |
| Jüdischer Friedhof (Calvörde)             | Vermutlich in der zweiten Hälfte des 18. Jh. angelegt, nur sieben Grabsteine erhalten, sonst kaum sichtbare Überreste                                                                      | Calvörde                | Calvörde           | weitere Bilder | 52° 23′ 45,8″ N, 11° 18′ 6,3″ O  |
| Jüdischer Friedhof Haldensleben           | 1811 angelegt, zwischenzeitlich mehrfach verwüstet, heute noch ca. 50 Grabsteine vorhanden                                                                                                 | Haldensleben            | Haldensleben       | weitere Bilder | 52° 18′ 3,8″ N, 11° 25′ 4″ O     |
| Jüdischer Friedhof Wolmirstedt            | Seit 1815 jüdische Bestattungen, nach zwischenzeitlicher anderweitiger Nutzung 1993 Sanierung und Neugestaltung                                                                            | Wolmirstedt             | Wolmirstedt        | weitere Bilder | 52° 14′ 59,9″ N, 11° 36′ 15,4″ O |
| Jüdischer Friedhof (Gröningen)            | Seit 1719 jüdische Bestattungen, um 1900 geschlossen, noch neun Grabsteine erhalten | Gröningen               | Gröningen          | weitere Bilder | 51° 56′ 0″ N, 11° 13′ 0″ O       |
| Jüdische Friedhöfe in Oschersleben (Bode) | Alter und neuer Friedhof, letzte Beisetzung auf dem alten Friedhof 1905, Gelände 1938 verkauft; letzte Beisetzung auf dem neuen Friedhof 1938, noch drei Grabsteine vorhanden              | Oschersleben            | Oschersleben       | Bild gesucht   | 52° 1′ 53,2″ N, 11° 12′ 12,4″ O  |

- Siehe auch: Großsteingräber im Bördekreis

 ∑ 204 Einträge